# Орск (станция)
Орск — железнодорожная станция Оренбургского региона Южно-Уральской железной дороги, расположенная в Советском районе города Орска. Имеет важное стратегическое значение.

## История
Станция была открыта в 1929 году вместе с железнодорожным мостом через реку Урал. Вокзал начал работать только через 13 лет после начала строительства здания, которое было заложено почти одновременно с началом строительства железной дороги от Оренбурга до Орска. К 1916 году станция была практически готова, оставалось достроить только пути к вокзалу, из-за революции и Гражданской войны стройка была приостановлена до 1926 года.
Поскольку проектными и строительными работами занимались пленные немцы, здание вокзала выполнено в стиле немецкого классицизма и в настоящее время является памятником архитектуры.

## Дальнее следование по станции
По состоянию на декабрь 2019 года через станцию курсируют следующие поезда дальнего следования:

### Круглогодичное движение поездов
| № поезда | Маршрут движения         | № поезда | Маршрут движения         |
| -------- | ------------------------ | -------- | ------------------------ |
| 111      | Орск — Кисловодск        | 112      | Кисловодск — Орск        |
| 121      | Екатеринбург — Оренбург  | 122      | Оренбург — Екатеринбург  |
| 131      | Орск — Москва            | 132      | Москва — Орск            |
| 341      | Нижневартовск — Оренбург | 342      | Оренбург — Нижневартовск |
| 343      | Челябинск — Адлер        | 344      | Адлер — Челябинск        |
| 365      | Челябинск — Ташкент      | 366      | Ташкент — Челябинск      |
| 379      | Новый Уренгой — Оренбург | 380      | Оренбург — Новый Уренгой |

### Сезонное движение поездов
| № поезда | Маршрут движения                  | № поезда | Маршрут движения                  |
| -------- | --------------------------------- | -------- | --------------------------------- |
| 241      | Иркутск — Адлер                   | 242      | Адлер — Иркутск                   |
| 249      | Новокузнецк — Имеретинский курорт | 250      | Имеретинский курорт — Новокузнецк |
| 251      | Барнаул — Адлер                   | 252      | Адлер — Барнаул                   |
| 269      | Чита — Адлер                      | 270      | Адлер — Чита                      |
| 273      | Северобайкальск — Адлер           | 274      | Адлер — Северобайкальск           |
| 519      | Орск — Анапа                      | 520      | Анапа — Орск                      |
| 545      | Орск — Имеретинский курорт        | 546      | Имеретинский курорт — Орск        |